# Sam & Max: The Devil’s Playhouse
Sam & Max: The Devil’s Playhouse (букв. с англ. — «Сэм и Макс: Театр Дьявола») — приключенческая компьютерная игра, разработанная Telltale Games. Это третий и заключительный «сезон» эпизодических игр серии Sam & Max, созданный в Telltale Games после Sam & Max Save the World и Sam & Max Beyond Time and Space. Первый эпизод выпущен в качестве одного из первых приложений для iPad 2 апреля 2010 года, 15 апреля того же года выпущен для Microsoft Windows, Mac OS X, и PlayStation 3 (первая игра, созданная Telltale для этой платформы). Российским дистрибьютором игры выступила компания «1С-СофтКлаб», а локализатором — компания «Логрус». Выход ремастера от Skunkape Games состоялся 14 августа 2024 года.

## Игровой процесс
Серия игр требует от пользователя управлять Сэмом и Максом в определённых местах, взаимодействовать с окружающей средой, собирать и использовать объекты, а также разговаривать с другими персонажами в игре для решения головоломок. Предыдущие два сезона Sam & Max использовали традиционный интерфейс point-and-click. На Windows и MacOS имеется возможность подключить геймпад для консольного управления.  Другие аспекты, такие как управление инвентарём, также были усовершенствованы, чтобы лучше подходить консольным игрокам. Версия игры для iPad имеет прямое сенсорное взаимодействие с персонажами, обстановкой и инвентарём.
Если в предыдущих эпизодах Макс следовал туда, куда игрок направлял Сэма, в The Devil's Playhouse даётся прямой контроль над обоими персонажами и возможность переключаться между ними, что позволяет лучше понимать двух персонажей и увеличивает разнообразие вариантов геймплея. Темой сезона являются экстрасенсорные способности, которые Макс приобретает по ходу истории, например, способность читать мысли, предвидения или телепортации к любому телефону. Версия игры для PlayStation 3 имеет дополнительную экстрасенсорную способность, отсутствующую в других версиях.

## Эпизоды
| Эпизод | Русское название                                              | Дата выхода     | Дата выхода     | Дата выхода      |
| Эпизод | Русское название                                              | GameTap         | Мир             | Россия           |
| --- | ------------------------------------------------------------- | --------------- | --------------- | ---------------- |
| |                                                               |                 |                 |                  |
| "The Penal Zone" | «Измерение строгого режима»                                   | 2 апреля 2010   | 16 апреля 2010  | 16 сентября 2011 |
| - Сэм и Макс возвращаются! Нас ждёт очередная порция искромётного юмора и весёлых приключения в лучших традициях серии Sam & Max. По сюжету, Макс завладевает неким магическим предметом, который наделяет его сверхъестественными способностями. В то же время на планету Земля надвигается инопланетная угроза.                                    |                                                               |                 |                 |                  |
| |                                                               |                 |                 |                  |
| "The Tomb of Sammun-Mak" | «Гробница Сэммун-Мака»                                        | 18 мая 2010     | 20 мая 2010     | 21 октября 2011  |
| - Во втором эпизоде Сэму и Максу предстоит вернуться в прошлое и разгадать тайну ящика с игрушками. |                                                               |                 |                 |                  |
| |                                                               |                 |                 |                  |
| "They Stole Max’s Brain!" | «Они украли мозг Макса!»                                      | 22 июня 2010    | 24 июня 2010    | 11 ноября 2011   |
| - Кто-то похитил мозг Макса и Сэму предстоит выяснить кто это сделал и вернуть мозг своему другу. Для этого Сэм становится плохим полицейским. |                                                               |                 |                 |                  |
| |                                                               |                 |                 |                  |
| "Beyond the Alley of the Dolls" | «Кошмар на улице Клонов» (ориг. — «За пределами аллеи кукол») | 20 июля 2010    | 21 июля 2010    | 20 января 2012   |
| - Что делать, если город захватила толпа один-в-один похожих на Сэма клонов, одержимых идеей собрать все игрушки, дарующие сверхспособности? Бросить им вызов? Ответ неверный — вас просто-напросто растопчут. Верный ответ — спрятаться в каком-нибудь укрытии. В каком? Да вот хоть в забегаловке «У Вонни». Отдышаться, а дальше как дело пойдёт. |                                                               |                 |                 |                  |
| |                                                               |                 |                 |                  |
| "The City That Dares Not Sleep" | «Город, который не смеет спать»                               | 30 августа 2010 | 31 августа 2010 | 20 января 2012   |
| - Финальный эпизод приключений детективов. Макс превратился в огромное чудище, и теперь громит город. Сэм должен вернуть друга к нормальному состоянию, не навредив ему. |                                                               |                 |                 |                  |

## Отзывы
| Игра                                     | GameRankings             |
| ---------------------------------------- | ------------------------ |
| Episode 1: The Penal Zone                | ПК: 84,84 % PS3: 81,76 % |
| Episode 2: The Tomb of Sammun-Mak        | ПК: 85,52 % PS3: 84,46 % |
| Episode 3: They Stole Max’s Brain!       | 81,10 %                  |
| Episode 4: Beyond the Alley of the Dolls | 81,21 %                  |
| Episode 5: The City That Dares Not Sleep | 83,89 %                  |

| Русскоязычные издания | Русскоязычные издания |
| Издание               | Оценка                |
| --------------------- | --------------------- |
| StopGame.ru           | Похвально             |